# Inspector Ardilla
El Inspector Ardilla (Secret Squirrel en idioma inglés) es un personaje de dibujos animados creado por los estudios de animación de la Compañía Hanna-Barbera. Se trata de una ardilla antropomórfica parlante cuyas aventuras comenzaron a emitirse el 12 de septiembre de 1965 cuando la NBC emitió un único especial de media hora de duración titulado El Mundo del Inspector Ardilla y la Hormiga Atómica (The World of Secret Squirrel and Atom Ant), como prueba para su programa de los sábados. 

La serie del Inspector Ardilla se comenzó a emitir el 2 de octubre de 1965 dentro del programa infantil de dibujos animados El Show del inspector Ardilla, en la cadena NBC. El Show del Inspector Ardilla incluía además las series del Pulpo Manotas y de Lindo Pulgoso, concediendo al programa una duración total de media hora. El show concluyó sus emisiones el 31 de agosto de 1968.

## Personajes
- El Inspector Ardilla es una ardilla de color beige que va enfundada en una gabardina de color gris claro, que le cubre desde el cuello hasta los pies. Suele llevar el cuello de la gabardina alzado, para adoptar un aire de misterio y, para resultar aún más secreta, lleva un sombrero de color azul oscuro calzado tan hondo que le cubre casi por completo la cara. Es por ello que para poder ver ha tenido que hacerle agujeros en el ala, y por tan solo por los agujeros se ven sus ojos como si fuera enmascarada. En su boca como buena ardilla luce buenos dientes de roedor y bajo la gabardina, por su espalda, surge su larga cola de ardilla alzada y recogida.
- Morocco Topo: También conocido por Topo Marruecos, es el fiel ayudante del Inspector Ardilla. Se trata de un topo, timorato y a la par sagaz. Acompaña al Inspector en sus misiones. Suele ir vestido con una chaqueta de terciopelo de color azul con solapas negras y adorna su cabeza con un sombrerito moro o tarbush de color rojo, con borlón, que va bamboleando de un lado a otro. Como es un tanto cegato lleva unas generosas gafas, que en algunas ocasiones ha sustituido por otras de sol un tanto más modernas. Su voz en Latinoamérica fue interpretada por Gonzalo Henríquez Albornoz.

## Argumento
- La serie se basa la caricaturización de las aventuras del espionaje, en especial al estilo de James Bond y Get Smart
- El Inspector Ardilla servía como agente secreto (su designación era "Agente 000"), y estaba a las órdenes de Doble-Q, su superior.
- El topo Marruecos se parecía a Ugarte el personaje interpretado por Peter Lorre en la película Casablanca.
- El Inspector Ardilla, como buen agente secreto, dispone de lo último en tecnología. Su gabardina es un arsenal del que puede surgir el arma más impensable. Desde un rayo láser, hasta un toro disecado. De su sombrero también surgían los artefactos más insospechados. Todo lo que sea necesario para combatir el crimen.
- La pareja combatía el crimen y los agentes del enemigo usando el engaño y una variedad de artefactos de espías, incluyendo su bastón ametralladora, una colección de pistolas dentro del abrigo del Inspector y una variedad de artefactos escondidos en su sombrero (que casi nunca se quitaba).
- El archienemigo del Inspector Ardilla era Yellow Pinkie (el Sonrosado), que era, obviamente, una parodia de Goldfinger y Sydney Greenstreet en El halcón maltés.

## Lista de episodios
- La serie comenzó el 2 de octubre de 1965, aunque los capítulos fueron numerados por la productora, no fueron emitidos en ese orden. En la lista, se especifica el número de episodio y la fecha de emisión.[3]

Temporada 1 (1965-1966)
1. Agente secreto 000 (Yellow Pinkie) 2 de octubre de 1965: El Inspector Ardilla llega a su cuartel General donde recibe órdenes de su superior Doble Q. Debe capturar a la mayor de las amenazas para los agentes secretos, El Sonrosado.
2. Un lobo con piel de oveja (Wolf In Cheap Cheap Clothing) 9 de octubre de 1965: El Inspector Ardilla recibe en su Radiotelevisorfono de muñeca un aviso de su jefe. Debe capturar al Lobo Wiley que está robando las ovejas a lo largo de la frontera.
3. El caso de Scotland Yard (Scotland Yard Caper) 16 de octubre de 1965 : Las Joyas de la Corona británica han sido robadas. El Inspector Ardilla es enviado a recuperarlas, pero no recuerda el nombre al que ha sido reservado su billete y tiene que volar por su propia cuenta. Cuando llegue deberá encontrar las Joyas antes de que se celebre el baile de la Corona.
4. El Submarino desaparecido (Sub Swiper) 2 de octubre de 1965 : El mayor submarino atómico está a punto de zarpar de Cabo Lanchum, cuando de improvisto desaparece. El Inspector Ardilla se entera de lo sucedido y acude al cuartel general para recibir instrucciones. Doble Q le ordena recuperarlo. Con un potente imán el Agente 000, lo localiza en manos del Capitán Ahab. El Inspector tendrá que recuperar el submarino antes de que Ahab, acabe con el mundo.
5. Carrera Real (Royal Run Around) 6 de noviembre de 1965: El Inspector Ardilla inicia un largo viaje hacia Punchabaggie, para encontrarse con su joven Gobernante. El Gobernante volando en una alfombra voladora, furtivamente oye comentar a la Ardilla lo tedioso que ha sido su viaje. Por ello la Ardilla ha de encontrar al Gobernante para evitar un incidente internacional.
6. La Abuela Enmascarada (Masked Granny) 9 de octubre de 1965: El bombardero secreto X-5 ha sido robado de una base de las fuerzas armadas y se sospecha de la abuela enmascarada. Esta planea el robo de la Bomby-Bomba escondida en un ala del Pentágono y así hacerse con el control del mundo. El Inspector Ardilla deberá detener los planes de la Abuela.
7. Robin Hood y su pandilla de feos (Robin Hood & His Merry Muggs) 23 de octubre de 1965 : La Ardilla goza de permiso y mientras se relaja viendo la televisión, su programa es interrumpido por la noticia del robo de un millón de Dólares. Inmediatamente recibe la orden del cuartel general de que debe capturar a Robin Hood y su banda de Hombres felices.
8. Cinco son muchos (Five Is A Crowd) 20 de noviembre de 1965 : El Profesor Dangit ha creado una máquina que le permite hacer duplicados de su enemigo, el Inspector Ardilla a partir de una imagen. Crea 4 copias del agente y las envía a robar, causar el pánico y la confusión, y así acabar con su enemigo.
9. Sabotaje al tren (It Stopped Training) 27 de noviembre de 1965: El día de la inauguración del tren más moderno del mundo, el Ráfaga plateada express es robado. El Inspector Ardilla toma cartas en el asunto que le conducirán hasta su archiemenigo, El sonrosado.
10. Arma secreta mortal (Wacky Secret Weapon) 4 de diciembre de 1965: El Inspector Ardilla es encargado de custodiar una nueva arma secreta, desarrollada por el gobierno. El Sonrosado furtivamente, gasea con gas adormecedor a nuestro espía y roba el arma. Cuando despierta Ardilla intentará recuperar el arma antes de que el Sonrosado la duplique y descubra sus secretos y pueda distribuirla con fines malvados.
11. Cucú por los cucús (Cuckoo Clock Cuckoo) 11 de diciembre de 1965: El Big Ben es robado y el Inspector Ardilla es enviado a investigar. Cuando llega descubre que el robo lo ha perpetrado un gigante que vive encima de una monumental mata de judías y que es coleccionista de relojes.
12. El gato arrinconado (Catty Cornered) 18 de diciembre de 1965: Un gato se ha tragado una cápsula explosiva que podría hacer volar el país en pedazos, y en este momento se encuentra en lo alto del asta de una bandera. Por ello Doble Q llama al Inspector Ardilla para que capture al gato de inmediato. Ardilla acude y atrae al gato con un pescado gracias a los ingenios implantados en su sombrero, pero un perro espanta al gato que sale corriendo.
13. El automóvil de oro (Leave Wheel Enough Alone) 25 de diciembre de 1965: A Mr. Bullion le han robado un millón de dólares en oro. Doble Q llama al Inspector Ardilla para que investigue el robo. Ayuda de sus inventos Ardilla descubre que el robo lo ha perpetrado su archienemigo, El Sonrosado, que huye en un coche deportivo.
14. Morocco bufón real (Jester Minute)' 1 de enero de 1966: Mientras que el Inspector Ardilla intenta resolver el robo de la corona del Rey, el Sonrosado¡ resulta que ha robado un trozo de pastel.
15. El Ídolo (Not So Idle Idol):El Sonrosado ha robado el Ídolo Krandoran para hacerse con el País de las Hadas. Por su parte el Inspector Ardilla ha decidido cambiar de bando.
16. Fiebre dorada (Gold Rushed): 15 de enero de 1966 : La embajada Gregoriana encarga al Inspector Ardilla la custodia de su oro. Pero el Sonrosado consigue robarlo. Ardilla tendrá que recuperarlo e intentar atrapar a el Sonrosado
17. Doble traición (Double Ex-Double Cross)22 de enero de 1966: Las comunicaciones han sido cortadas en la isla de Okey Dokey. El Inspector Ardilla y Morocco Topo acuden a investigar y cuando llegan encuentran que todo el mundo ha sido convertido en estatuas de piedra.
18. El fantasma (Capt. Kidd's Not Kidding) 29 de enero de 1966: Al país sin mácula (world´s fair) de Pandoravia llega desde el fondo del océano un galeón español cargado de tesoros. Julio Mackerel, el director del país acuerda con sus habitantes el uso de los tesoros, cuando llega el fantasma del Capitán Kidd y los reclama para sí mismo. Por ello Julio llama al Inspector Ardilla para que les ayude.
19. El lejano Oriente (Tusk-Tusk ) 2 de diciembre de 1965: Poojie El elefante del majarás ha desaparecido. Por desgracia el sueldo de los hombres del majarás anual, se calcula pesando al elefante y pagando ese peso en oro. Cuando llega la Ardilla descubre que el elefante ha sido secuestrado y que se encuentra en el palacio del Gran Wazir.
20. Fiebre de oro (Bold Rush) 5 de febrero de 1966 : La ardilla se está tomando unas merecidas vacaciones en un rancho al sur del país. Mientras tanto El Sonrosado aprovecha su ausencia para robar un tren cargado de oro. Morocco Topo, se ofrecerá voluntario para resolver el caso en solitario.

2.ª temporada
1. La robot derrota(Robot Rout) 10 de septiembre de 1966 : El Sonrosado está haciendo campaña para convertirse en el presidente de los Estados Unidos. Y lo está consiguiendo gracias a la máquina de su invención el Sonrosado Robotizador que hace que la gente haga lo que el desea.
2. Hola Espía ( Hy Spy) 29 de octubre de 1966 : El Inspector Ardilla está orbitando la tierra vigilante cuando es llamada desde el cuartel general. Un nuevo Agente experto en ciencias criminales ha hecho aparición Hy Espía. La Ardilla deberá enfrentarse a él en París.
3. La autoneta rosa (The Pink Sky Mobile) 17 de septiembre de 1966 :  El Sonrosado ha creado un transporte espía con el que tiene el control absoluto de la ciudad e incluso puede destruirla. La Ardilla deberá pararle los pies.
4. El Inspector contra Scuba Duba (Scuba-Duba Duba) 24 de septiembre de 1966 : El Espía sub-acuático Scuba Duba ha robado un misil y amenaza con destruir la ciudad con el a no ser que le sean entregados un millón de dólares a la tarde. El Inspector Ardilla se pondrá en marcha de inmediato.
5. Espía en el Cielo (Spy in the Sky) 12 de noviembre de 1966 : Hy Espía ha puesto en el Espacio un Satélite Orbital militar y amenaza con destruir a la humanidad con el a no ser que sea declarado el Rey del Mundo. el Inspector Ardilla tendrá que salvar el día de nuevo.
6. El barco de los Espías (Ship of Spies) 26 de noviembre de 1966: El Inspector Ardilla recibe una llamada en su teleradiotransmisor para que acuda al cuartel general. Allí es informado por doble Q, que Hy Spy, planea destruir la ciudad con su barco invisible.

### Secuelas
- En 1973 Inspector Ardilla y Morocco volvieron a aparecer como parte del elenco del show  El Clan de Yogi.
- En 1991 aparecerían como adolescente en Yo Yogi .
- La serie del Inspector Ardilla, aún se sigue emitiendo ocasionalmente en el canal Boomerang así como en el canal Tooncast en el programa La Hora de Hanna-Barbera.

## Súper Inspector Ardilla (1993-1994)
- En esta ocasión es una serie emitida dentro del programa infantil Dos perros tontos, de 1993

- En esta ocasión su serie recibió una profunda remodelación, cambió el título por el Súper Inspector Ardilla, los personajes fueron rediseñados y la acción transcurría en un mundo de animales, en el que no había cabida para los humanos. Por ejemplo, Doble-Q (ahora llamado simplemente el Jefe) era en esta ocasión un búfalo el cual tenía a su mando la agencia supersecreta.

- Los nuevos episodios, introdujeron al personaje de Penny, una ardilla hembra con un interés amoroso por el Inspector, asimismo en un capítulo ella toma el rol de agente secreto esto en un claro guiño al personaje de "agente 99" de la serie Get Smart.

- A Morocco Mole (Topo) se le cambió el color, además comenzó a usar lentes de sol (en un capítulo se quita sus lentes para poder ver en la oscuridad).

- A su vez el Inspector Ardilla mantuvo su diseño, pero con un aire más modernista que el anterior. También su sombrero tiene un diseño algo diferente sin tener que hacer función de antifaz como se veía en la serie antigua.

### Episodios
1. One Ton: (enemigo derrotado por sí mismo y llevado al Zoológico Secreto)
2. Scirrocco Mole: (enemigo derrotado con dinamita en un programa de televisión)
3. Hot Rodney: (enemigo derrotado con cinturón de dinamita)
4. Greg: (enemigo derrotado por sus propias hormigas secuaces)
5. Quark: (enemigo derrotado por u falta de talento y descomposición de la misma molécula)
6. Platypus: (reeducado con ayuda de una hembra de su especie)
7. Egg: (se mantuvo el Huevo pero al final eclosiono en un enemigo que escapa fallidamente)
8. Voodoo Goat: (enemigo derrotado por su propio muñeco vudú)
9. Chameleon: (enemigo derrotado por el arte moderno)
10. Agent Penny: (no hubo derrotas solo reasignaciones)
11. Goldflipper: (enemigo derrotado en la destrucción de su guarida)
12. Queen Bea: (enemiga derrotada por Penny y Super)
13. Doctor O: (enemigo derrotado por Super a exposición de la luz, cosa que odiaba el villano)

## Cameos
- El Inspector Ardilla y Morocco Topo han tenido unas pocas apariciones en otros programas. Aparecieron en un capítulo de Billy y Mandy con René Gado, estuvieron a punto de ser atropellados por su troca.

## Otras Apariciones
- El Inspector Ardilla y Morocco Topo aparecieron como miembros en el Arca Loca de Yogui en 1972 y como miembros en el Clan del Oso Yogui en 1973

- El Inspector Ardilla apareció como adolescente en Yo Yogi! En 1991

- El Inspector Ardilla lo siguen dando en Tooncast y en Boomerang durante 2020 en el programa de Hanna Barbera llamado Hora HB

## El Inspector Ardillaen otros idiomas
- Inglés: Secret Squirrel
- Portugués (brasilero): Esquilo sem Grilo en la versión de 1965; James Quilo en la versión de 1993
- Francés: L´Agent sans Secret
- Alemán: Geheimer Eichkater
- Italiano: Super Segretissimo Agente Scoiattolo
- Indonesio: Detektif Tupai